# سبت (سلة)

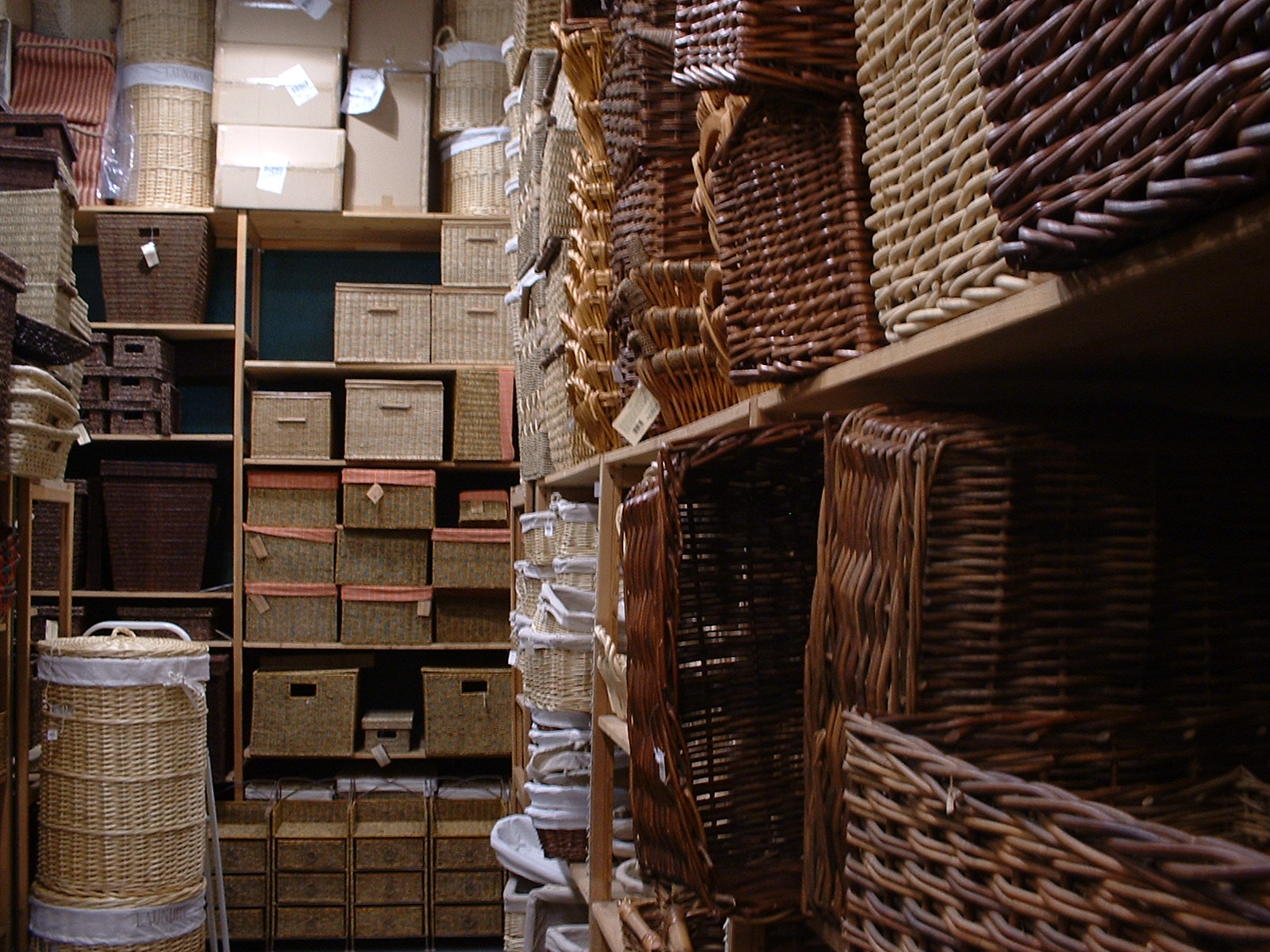
مجموعة من الأسبتة.

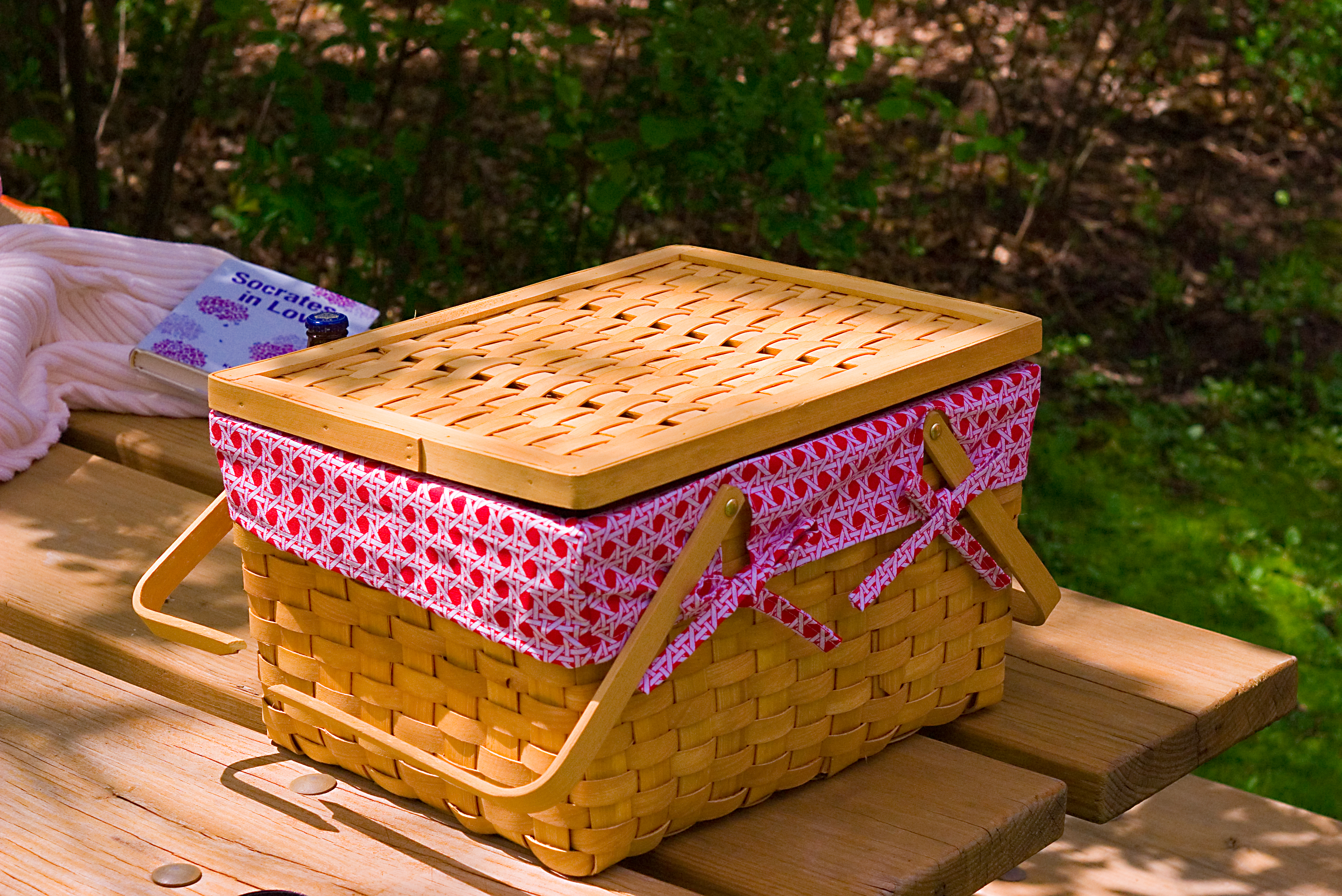
سبت يستخدم في التنزه.

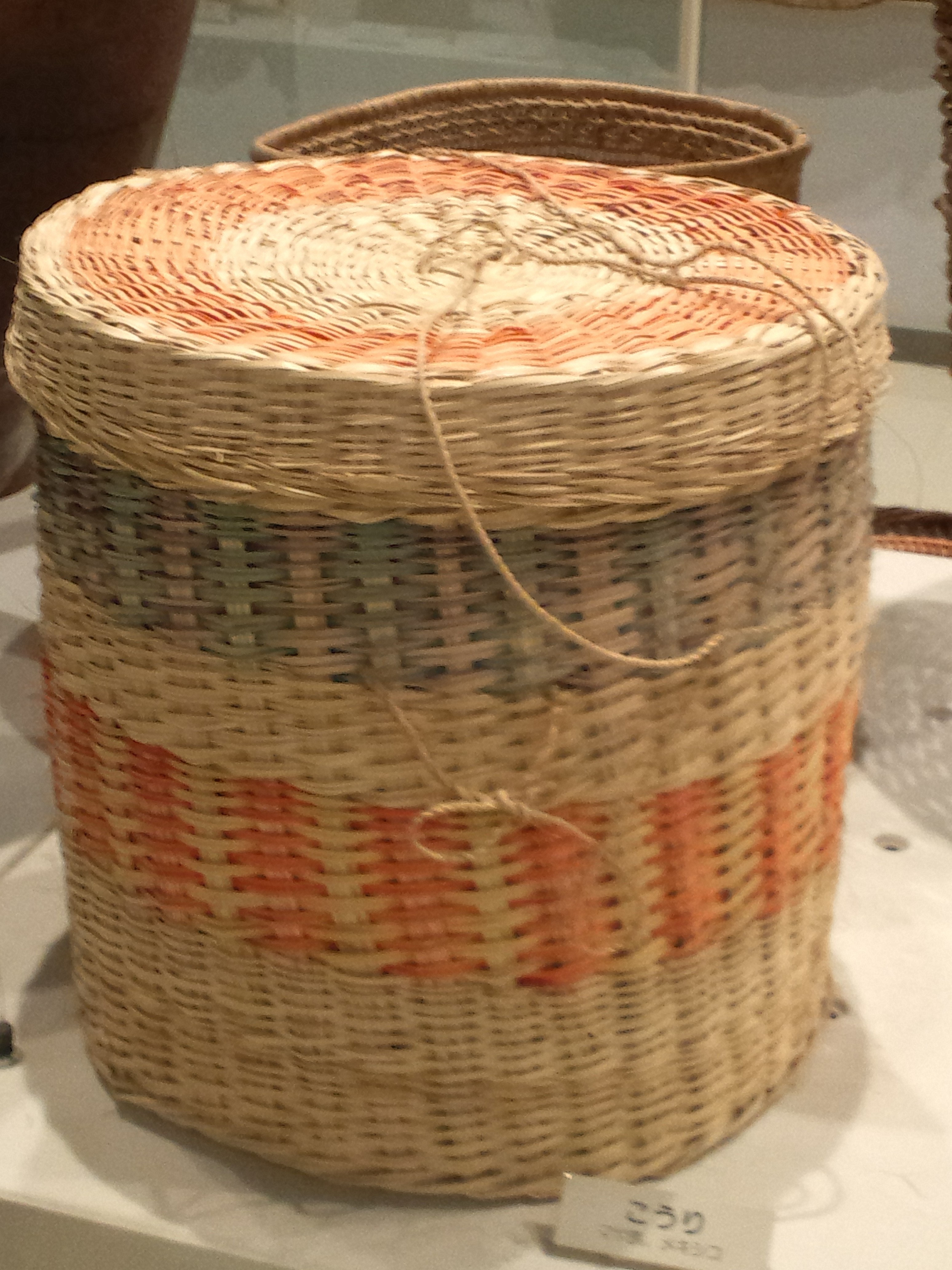
سَبَت أسطواني الشكل.

السَبَت (الجمع: سَبَتَات، أَسْبِتَة، سبوت) أو السَّلّ هو سلة كبيرة، عادةً ما يكون لها غطاء إلى واحدة من عدة أشياء تماثل السلة في الشكل. ، وتكون كبيرة الحجم معظم الأحيان، وتستخدم في نقل الأشياء، وغالبًا ما في نقل الطعام.وتستعمل أيضًا في حمل الملابس النظيفة (خارج المجفف أو بعد النشر) أو المتسخة، بصرف النظر عن تركيبتها، أي «سَبَتْ ملابس». عادةً ما يستخدم سَبَت الغسيل في التخزين ويكون أكثر متانةً، أطول وله غطاء في حين أن سَبَت غسيل الملابس يكون دون غطاءٍ ويستخدم بشكلٍ رئيسي في النقل.
وفي الاستخدام الزراعي، يكون السَبَت عبارةً عن وعاءٍ عريض الفم من السلال والذي غالبًا ما يُحمَل على الظهر من قِبَل العمال في الحقل أثناء حصاد الفاكهة والخضروات اليدوي. وقد تصب محتويات السَبَت بشكل منتظم في أوعية أكبر أو في عربةٍ خشبية، أو في شاحنة.
وقد جعلت التهوية المفتوحة والمتانة من السَبَتْ وسيلةً مناسبةً لنقل الطعام، ومن هنا أتى استخدام سَبَتْ النُزَه.
وفي فترةٍ من الزمن كان من الشائع لخدمات غسيل الملابس ترك وعاءٍ كبيرٍ من السلال ذي غطاء والذي يشار اليه بشكلٍ شائع بسَبَتْ الملابس. ويستخدم نفس نوع الأوعية في إرجاع الملابس النظيفة، والتي توضع على الجانب من قِبَل خدمات الغسيل ويُترَك وعاءٌ فارغ في محل الوعاء الممتلئ للنقل لاحقًا.
وكان هذا النوع من خدمات السلال اليومية أو ثنائية اليومية هو الأكثر شويعًا في خدمات الغسيل الصينية في القرن التاسع عشر في إنجلترا وأمريكا.

## السلة الخيرية
هناك تقليدٌ طويل من العمل الخيري المجتمعي والاجتماعي المتعلق بالسلال، حيث يتبرع الأشخاص أو المجموعات الاجتماعية للأشخاص المحتاجين بسلال طعام، ملابس، أدوات نظافة، منتجات تنظيف، أو غير ذلك من ضروريات المنزل، ليساعدوا في اقتصاد الأسرة.
حتى منتصف القرن العشرين، تبعًا للتقاليد الغربية، كان السَبَتْ عبارة عن سلةٍ يمكن للمتبرع حملها وتسليمها جسديًا للمتلقي. وقد حَدَ هذا من حجم العطية من مقادير الطعام ما يكفي معظم الأوقات لبضعة أيام، أو غيرها من الضروريات لمدة أسبوع أو اثنين. وكانت السلة نفسها غرضًا مفيدًا في المنزل أو المزرعة، وأي أغطية تستخدم للف الطعام أو تبطين السلة يمكن لعائلة المتلقي استخدامها.
في الأوقات الحديثة، من المرجح أن يكون السَبَتْ عبارةً عن كيس بلاستيكي أو كيس من ألياف الاكريليك من الحجم الذي يمكن حمله، مع بضائع مغلفةٍ أو معلبة. والمرجح أن تكون سلة عيد الميلاد أكبر وتحتوي على بعض الأطعمة الاحتفالية، وبعض الألعاب. يمكن للسلال أيضًا أن تحوي الأطعمة المتعلقة بالأعياد المختلفة. سلة الملابس الخيرية.

## سلة عيد الميلاد
تعتبر سلة عيد الميلاد هديةً تقليدية تحتوي على مواد غذائية صغيرة غير قابلة للتلف، بالتحديد الأطعمة الموسمية المفضلة مثل كعك الفواكه، أو بودينغ الخوخ، والشوكولاتة، والمكسرات، والمربى، والبسكويت، والعسل، اللحوم المدخنة والمجففة، والجبن. تحتوي بعض السلال على الشاي، القهوة، أو الكاكاو وقد تحوي أيضًا كوبًا وطبقًا، غالبًا ما مزخرفًا ليناسب الموسم أو الذوق الشخصي. قد تحتوي السلال الفاخرة على عناصر متطورة مثل عُلَب الكافيار أو زجاجاتٍ صغيرةٍ من النبيذ. تحتوي «سلة الطعام الطازج» على عناصر سريعة التلف مثل الفواكه، والمخبوزات، أو الزهور. قد يكون المقصود من تقليد سلة عيد الميلاد أن يكون وجبة عطلة خاصة للناس الذين لن يتاح لهم وجبات لا تنسى ليحتفلوا بالمناسبة، أو للأشخاص مثل الطلبة أو قعيدي المنازل الذين لن يتاح لهم الانضمام لعائلاتهم في عيد الميلاد.
في الولايات المتحدة، عادةً ما تسمى سلة عيد الميلاد بسلة العطية، ولا تحتوي بالضرورة على مواد غذائية. تستخدم السلال غير-الغذائية بشكل متكرر، مثل السلال التي تحتوي أدوات استحمام فاخرة مثل الصابون المعطر والمناشف، أو السلال التجميلية مع منتجات العناية بالبشرة، والعطور، والمستحضرات. وتكون سلال العطايا هذه شعبية لمناسباتٍ أخرى غير عيد الميلاد.

## السلال التجارية
يوجد عدد من الشركات التي تبيع سلال الطعام الجاهزة أو توفر للعملاء خدمة تجميع السلة خصيصًا لهم، والتي قد تشمل قيام موظفي الشركة بالتسوق خصيصًا بحثًا عن سلعٍ محددةٍ مطلوبة نيابةً عن أفراد العملاء. مثل تلك السلال تعتبر هدايا شهيرة في المملكة المتحدة وأيرلندا. غالبًا ما تربط شركات السلال خدماتها بمناسباتٍ معينة، وعلى الأخص عيد الميلاد، وتوفر خيارات للدفع على مدار العام. تقوم محلات البقالة والمتاجر والسوبرماركت بتخزين سلالٍ جاهزة، لكنها تكون على أساسٍ موسمي، وباختيارٍ محدودٍ بشكلٍ عام بالبضائع المخزنة لدى المتجر أو المأخوذة من مُصدريها.
ظهرت مؤخرًا شركات سلالٍ غذائية نظامية توفر للذين يعانون من الأمراض مثل السكري والذين يعانون من حساسية لأطعمةٍ معينة مثل الغلوتين مجموعة مختارة من الأطعمة التي تناسبهم.